# 1600
1600 (MDC) var ett skottår som började en lördag i den gregorianska kalendern och ett skottår som började en tisdag i den julianska kalendern.

## Händelser

### Januari
- 27 januari – Nederländske kaptenen Sebald de Weert upptäcker Davis' Land.[1]

### Februari
- 19 februari – Vulkanen Huaynaputina i Peru får ett utbrott.

### Mars
- 17 mars – Under riksdagen i Linköping utfärdas dödsdomar mot de till hertig Karl (IX) utlämnade rådsherrar, som har stött Sigismund och som vägrar byta till Karls sida. Under riksdagen erbjuds hertig Karl också att ta över som regent i landet till dess att hertig Johan eller Karls son Gustav (II) Adolf är myndig.
- 20 mars – Fem svenska rådsherrar avrättas i Linköpings blodbad.[2]

### Augusti
- 9 augusti – Sverige påbörjar ett krig mot Polen i Baltikum.

### Okänt datum
- Några soldater vid Torshällakanalen strejkar, då de anser sig ha gjort sig förtjänta av sin lön, som inte betalas ut. Hertig Karl låter dem välja mellan kanalarbete och tjänst i Narva.
- Den första gruppen invandrade valloner når Sverige.

## Födda
- 17 januari – Pedro Calderón de la Barca, spansk dramatiker.
- 28 januari – Clemens IX, född Giulio Rospigliosi, påve 1667–1669.
- 19 november – Karl I, kung av England, Skottland och Irland 1625–1649.
- Bathsua Makin, engelsk författare och feminist.

## Avlidna
- 17 februari – Giordano Bruno, italiensk filosof.
- 20 mars (avrättade i Linköpings blodbad)
  - Sten Axelsson Banér, svenskt riksråd.
  - Gustav Banér.
  - Sten Banér.
  - Bengt Falk, svensk hövitsman.
  - Ture Nilsson Bielke.
  - Erik Larsson Sparre, svenskt riksråd, rikskansler sedan 1593.
- 18 maj – Nicolaus Olai Bothniensis, teolog, svensk ärkebiskop sedan 1599.
- 3 juli – Chand Bibi, indisk furstinna och regent.
- 12 oktober – Luis de Molina, spansk teolog.
- December – Marie de Rohan, hertiginna av Chevreuse, fransk hovfunktionär och de facto politiker.

### Fotnoter
1. ↑  World Statesmen
2. ↑  Det hände i dag